# Control cognitivo
El control cognitivo es una entidad de naturaleza psicológica que regula la expresión de las necesidades en modos socialmente adaptativos. Es decir los controles cognitivos actúan en función de los requerimientos de la situación (variables intermedias entre las necesidades y la percepción). Surgirían a lo largo del desarrollo, fruto de la interacción entre los genes y el medio ambiente.
Algunos autores, la mayoría, consideran los controles cognitivos sinónimos de los estilos cognitivos, otros, como Howard Gardner, no, planteando los controles como dimensiones o etiquetas específicas, mientras que los estilos serían más generales.
Serían unipolares, en el sentido de que uno de los polos sería mejor que el otro (en los estilos cognitivos, bipolares, los polos de cada estilo no son ni mejor ni peor, sólo distintos).
- Datos: Q30892147